# David Rizzio
David Rizzio (ortografiat și David Riccio) (n. circa 1533, Torino - d. 9 martie 1566, Holyrood) a fost un muzician italian și secretar al Mariei Stuart. A fost asasinat, din gelozie, de Henry Stuart, Lord Darnley, la Palatul Holyrood, în prezența Mariei Stuart. Omicidiul a fost catalizatorul căderii lui Darnley și a avut consecvențe dezastruoase pentru Maria Stuart.

## Biografia

### Cariera

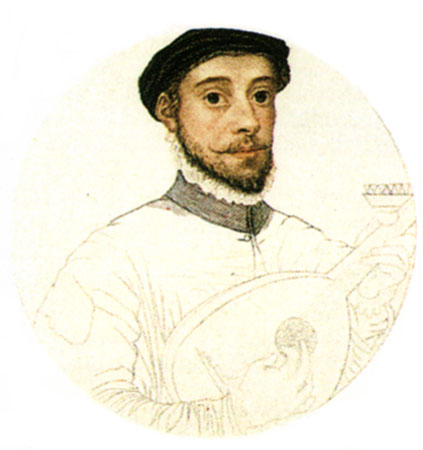
David Rizzio

David Rizzio a fost fiul unui profesor de muzică și aparținea familiei conților Riccio de San Paolo. A fost muzician la curtea ducelui de Savoia la Torino și apoi la Nisa. Cum nu avea nici o oportunitate de avansare, a făcut în așa fel încât să fie admis în casa contelui de Moretto, care era pe cale să plece ca ambasador în Scoția. Curtea Scoției nu avea nevoie de el si l-a concediat. Dar se împrietenise cu muzicienii Mariei Stuart, pe care aceasta îi adusese cu ea din Franța. Sir James Melville, un prieten a lui David Rizzio, i-a spus: "Maiestatea Sa are trei cântăreți și are nevoie de un bas pentru a completa cuartetul vocal". Astfel a fost introdus la curte.
Era considerat un bărbat foarte urât, dar datorită calităților de muzician și cântăreț și-a atras atenția reginei. Unii i-au atribuit compoziția melodiei Auld Lang Syne (Valsul lumânărilor). Spre sfârșitul anului 1564, a devenit secretarul particular al reginei pentru relațiile cu Franța, după moartea predecesorului său.
Ambiția și influența sa politică, faptul că era un străin catolic și zvonurile că era amantul reginei, i-au atras ostilitatea soțului reginei, Henry Stuart, Lord Darnley.

### Asasinarea lui David Rizzio

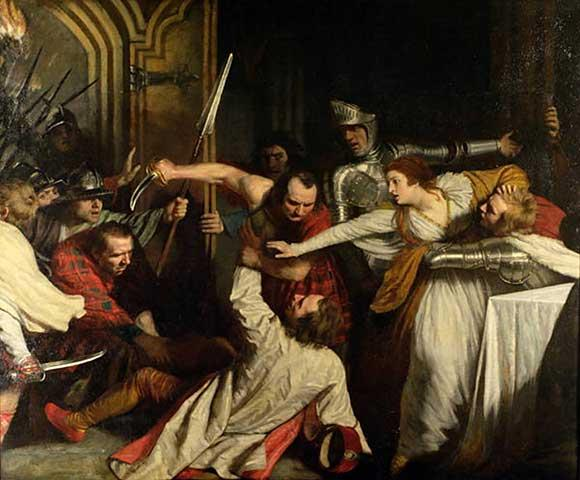
Asasinarea lui David Rizzio

În seara de 9 martie 1566, un grup de nobili protestanți, cu consensul lordului Darnley, au pătruns în palatul Holyroodhouse. Regina era însărcinată în luna a șaptea cu viitorul Iacob al VI-lea al Scoției. Ajunși în sala de prânz, rebelii conduși de Patrick Ruthven, au cerut să le fie predat Rizzio. Rizzio s-a ascuns în spatele reginei, care a încercat să-l apere, dar a fost la rândul ei amenințată. L-au ucis în fața sa, chiar dacă ea a încercat inutil să-i salveze viața. La auzul țipetelor isterice ale reginei, câteva sute de oameni de rând și-au părăsit tavernele și înarmați cu bastoane, au fugit în ajutorul ei. Ajunși la palat au cerut să o vadă pe regină, dar aceasta amenințată de conjurați, a ieșit la fereastră și i-a liniștit. Rizzio a fost asasinat cu cincizecișișase de lovituri de cuțit și aruncat jos pe scări, după ce a fost despuiat de haine și bijuterii. A fost înmormântat în grabă două ore mai târziu, dar Buchanan și Daniel povestesc că mai târziu regina a poruncit ca trupul lui să fie transferat și îngropat în mormântul regilor Scoției. Această măsură lipsită de tact, a întărit convingerea că raportul dintre Rizzio și regină era mai mult decât cel dintre o regină și secretarul său (Ruthen, 1815). Se spune că uciderea lui Rizzio, a fost una din cauzele unei căderi nervoase ce a lovit-o pe Maria Stuart un an mai târziu. Prizonieră în propriul palat, regina i-a surprins pe toți când a evadat și a reușit să fugă călare. Ea s-a întors după o săptămână cu opt mii de soldați și i-a gonit pe rebeli peste granițe. Fratele lui Rizzio, Joseph, a sosit în Scoția împreună cu Michel de Castelnau și a fost numit secretar în locul lui David, în 25 aprilie 1566.  Rizzio este înmormântat în biserica Canongate Kirkyard la Edinburgh, la câteva sute de metri de palatul Holyrood.

### Spion al Papei
După scriitorul Eric Frattini, Rizzio și fratele său Joseph erau spionii Papei, înfiltrați prin ducele de Savoia la curtea Mariei Stuart, cu scopul de a combate reforma anglicană și de a apăra catolicismul și pe reprezentanții săi. Uciderea lui David Rizzio, a fost fructul unei conspirații politice, care a instrumentalizat gelozia lordului Darnley, soțul Mariei Stuart.
După moartea lui David Rizzio, în aprilie 1567, fratele lui, Joseph Rizzio a fost acuzat (și apoi achitat) de moartea lordului Darnley

### Memorial
Regele Henric al IV-lea l-a evocat pe David Rizzio: ironizând  pretenția lui Iacob al VI-lea al Scoției de a fi "Solomon al Scoției", a spus "sper că nu este fiul lui David, lăutarul" făcând aluzie la posibilitatea că tatăl lui Iacob era poate David Rizzio, nu lordul Darnley.
S-a spus că David a fost înmormântat la Canongate Kirkyard, ceea ce este puțin probabil, deoarece se trata de reînhumarea unui catolic într-un cimitir protestant. Istoricul protestant George Buchanan, a scris în 1581 că David Rizzio a fost înhumat inițial în afara zidurilor abației și apoi regina ar fi poruncit să fie îngropat în mormântul tatălui ei Iacob al V-lea al Scoției. Când se tipărea cartea, un prieten  James Melville, de teamă că această poveste aruncă o lumină proastă asupra fostei reginei, a încercat să rescrie acest pasaj, ca nu cumva fiul Mariei, Iacob al VI-lea să interzică publicarea cărții. Buchanan l-a întrebat pe verișorul său, Thomas Buchanan, profesor în Stirling, dacă crede că această poveste este adevărată, iar acesta a dat din cap  și povestea a fost publicată.

## Legături externe
- Materiale media legate de David Rizzio la Wikimedia Commons
- The Historical Nights' Entertainment: First Series by Rafael Sabatini